# КОРА (алгоритм)
Алгоритм Кора́ (комбинаторного распознавания) — алгоритм классификации (взвешенного голосования правил), предложенный М. Вайнцвайгом и М. Бонгардом в 1973 г. (основы были заложены в одноимённой программе, разработка которой началась в 1961 г.) Применяется для классификации множества {\displaystyle M}, характеризующегося вектором бинарных признаков {\displaystyle M_{i}=\{0,1\},i=1\ldots n}, чаще всего, для задач с двумя непересекающимися классами. Данный алгоритм строит набор конъюнктивных закономерностей и доказал свою эффективность при решении практических задач.

## Описание
В таблице {\displaystyle ||a_{ij}||_{m\times n}}, задающей объекты с известной классовой принадлежностью, пусть {\displaystyle S_{1},\ldots ,S_{q}\in K_{1}}, {\displaystyle S_{q+1},\ldots ,S_{m}\in K_{2}}. Просматриваем все тройки признаков {\displaystyle \{r,u,v\}} (число таких троек, очевидно, равно {\displaystyle C_{n}^{3}} и анализируем часть таблицы информационных векторов {\displaystyle T_{1}} из обучающей выборки, составленную из столбцов {\displaystyle r,u,v}:
{\displaystyle {\begin{array}{ccc}a_{1r}&a_{1u}&a_{1v}\\a_{2r}&a_{2u}&a_{2v}\\\ldots &\ldots &\ldots \\a_{ir}&a_{iu}&a_{iv}\\\ldots &\ldots &\ldots \\a_{qr}&a_{qu}&a_{qv}\\\hline \\a_{q+1r}&a_{q+1u}&a_{q+1v}\\\ldots &\ldots &\ldots \\a_{jr}&a_{ju}&a_{jv}\\\ldots &\ldots &\ldots \\a_{mr}&a_{mu}&a_{mv}\\\end{array}}}
Среди первых {\displaystyle q} строк выделяем и фиксируем все тройки, не совпадающие ни с одной из троек в строках {\displaystyle q+1,\ldots ,m}. Формируем множество таких троек {\displaystyle \{(a_{ir},a_{iu},a_{iv})\}}. Аналогично выделяем все тройки {\displaystyle \{(a_{jr},a_{ju},a_{jv})\}}, не совпадающие ни с одной из первых {\displaystyle q} троек. Множества {\displaystyle \{(a_{ir},a_{iu},a_{iv})\},\{(a_{jr},a_{ju},a_{jv})\}} назовем, соответственно, характеристиками классов {\displaystyle K_{1},K_{2}}. Такие характеристики формируем для всех троек {\displaystyle (r,u,v)}.
Пусть задан для распознавания объект {\displaystyle S=(b_{1}\ldots b_{r}\ldots b_{u}\ldots b_{v}\ldots b_{n})}. Сравниваем все
характеристики всех троек для {\displaystyle K_{1}} с соответствующими тройками в распознаваемом объекте {\displaystyle S}. Число совпадений {\displaystyle (a_{ir},a_{iu},a_{iv})=(b_{r},b_{u},b_{v})} обозначаем {\displaystyle \Gamma (S,K_{1})} — число голосов, поданных для S за класс {\displaystyle K_{1}}. Аналогично формируем величину {\displaystyle \Gamma (S,K_{2})} — число совпадений {\displaystyle (a_{jr},a_{ju},a_{jv})=(b_{r},b_{u},b_{v})}. Вводим пороговый параметр {\displaystyle \nu }. Если {\displaystyle \Gamma (S,K_{1})-\nu >\Gamma (S,K_{2})}, относим {\displaystyle S} классу {\displaystyle K_{1}}, при {\displaystyle \Gamma (S,K_{2})-\nu >\Gamma (S,K_{1})} — в класс {\displaystyle K_{2}}. В остальных случаях алгоритм отказывается от классификации. На практике часто полагают {\displaystyle \nu =0}.